# Pont-de-Tugny
Pont-de-Tugny est une localité de Tugny-et-Pont et une ancienne commune française, située dans le département de l'Aisne en région Hauts-de-France.

## Toponymie
Ancien lieu-dit de la paroisse de Tugny.
Le nom de la localité est attesté sous les formes Pons (1197) ; Pons-juxta-Tugny (1206) ; Pont-dales-Thugny (XIVe siècle).

Pont est un mot français répandu en toponymie. Il s'agit, ici, d'un pont sur la somme.

## Histoire
La commune de Pont-de-Tugny a été créée lors de la Révolution française. Le 24 octobre 1803, elle fusionne avec la commune voisine de Tugny et la nouvelle entité prend le nom de Tugny-et-Pont.

## Administration
Jusqu'à sa fusion avec Tugny en 1803, la commune faisait partie du canton de Saint-Simon dans le département de l'Aisne. Elle appartenait aussi à l'arrondissement de Saint-Quentin depuis 1801 et au district de Saint-Quentin entre 1790 et 1795. La liste des maires de Pont-de-Tugny est :
| Période                                  | Période | Identité | Étiquette | Qualité |
| ---------------------------------------- | ------- | -------- | --------- | ------- |
|                                          |         |          |           |         |
| Les données manquantes sont à compléter. |         |          |           |         |

## Démographie
Jusqu'en 1803, la démographie de Pont-de-Tugny était :
| 1793 | 1800 |
| ---- | ---- |
| 64   | 67   |